# Robyn Wilkins
Pour les articles homonymes, voir Wilkins.
Pas d'image ? Cliquez ici
Robyn Wilkins, née le 1er avril 1995, est une joueuse internationale galloise de rugby à XV, évoluant au poste de demi d'ouverture.

## Biographie
Robyn Wilkins naît le 1er avril 1995. En 2022 elle joue en club avec les Exeter Chiefs. Elle a déjà 59 sélections en équipe nationale quand elle est retenue en septembre 2022 pour disputer sous les couleurs de son pays la Coupe du monde de rugby à XV en Nouvelle-Zélande.
À l'automne suivant, elle est au nombre des trente joueuses qui partent dans cette même île participer pour le Pays de Galles au championnat WXV 2023.